# Kaplica Świętego Krzyża w Pradze (XI wiek)
Kaplica Świętego Krzyża (czes. kaple sv. Křiže) – zabytkowa rotunda romańska w Pradze z końca XI wieku, znajdująca się na terenie Starego Miasta. Odrestaurowana w latach 1862-1865. Wewnątrz pozostałości XIV-wiecznych malowideł gotyckich.
Aktualnie w kaplicy odbywają msze kościoła starokatolickiego.